# Нерка
Не́рка, или кра́сная, или кра́сница (лат. Oncorhynchus nerka), — вид лучепёрых рыб семейства лососёвых.

## Описание
В длину представители этого вида достигают 80 см, масса обычно 1,5—3,5 кг, максимальная зарегистрированная масса 7,7 кг. Нерка размерами и формой тела напоминает кету, различить эти виды проще всего по числу жаберных тычинок на первой жаберной дуге: у кеты их бывает от 18 до 28, а у нерки — всегда больше 30. Половозрелой становится чаще всего на 5—6 году жизни. В отличие от других тихоокеанских лососей, чаще всего нерестится в озёрах, обязательно в местах выхода ключей. Хоминг у нерки выражен довольно чётко: большинство рыб возвращается не только в то же озеро, но и на то же самое нерестилище, где родились. Заход её в реки как правило начинается в мае и продолжается до конца июля. Брачный наряд нерки ярко-красного цвета (только голова зелёная), отсюда и второе её название — красная. Молодь нерки выходит из икры в середине зимы, мальки долгое время живут в пресной воде, некоторые задерживаются на 2 или 3 года, лишь немногие уходят на морские пастбища в то же лето. Более крупные и высокотелые производители нерки нерестятся на тех нерестилищах,
где глубины больше, потому самые низкие средние размеры имеют особи из мелководных ручьёв. В море проводит от 1 до 4 лет.
Мясо не розовое, как у других лососёвых, а интенсивно-красного цвета. В отличие от всех других лососей она особенно предпочитает сравнительно мелких, но очень жирных рачков-каланид, окрашенных в красный цвет каротиноидными пигментами. Эти пигменты переходят из проглоченных рачков в мясо нерки.

## Ареал
По американскому берегу она распространена широко, особенно много её на Аляске, на юг идёт до Калифорнии. В азиатских водах распространена от Хоккайдо на юге до реки Анадырь на севере. Наиболее многочисленна у берегов западной и восточной Камчатки. Реже встречается на севере Охотского моря и восточной части Сахалина.

## Особые формы
Существует также самовоспроизводящаяся озёрная жилая форма нерки — кокани. В некоторых реках кроме проходной имеется карликовая жилая форма нерки. Карликовые рыбы встречаются в озёрах Японии, Северной Америки, Камчатки. Они не скатываются в море, достигают половой зрелости в пресной воде и участвуют в нересте вместе с проходной красной. Эта форма образуется из части потомства проходных рыб при благоприятных условиях питания в озёрах.

## Промысел
| Год                      | 2000  | 2001  | 2002 | 2003  | 2004  | 2005  | 2006  | 2007  | 2008  | 2009  | 2010  | 2011  | 2012  | 2013  | 2014 | 2015  | 2016  | 2017  | 2018  |
| Мировые уловы, тыс. т    | 121,3 | 106,3 | 101  | 112,1 | 141,3 | 145,3 | 145,9 | 158,8 | 131,4 | 146,7 | 172,7 | 150,5 | 143,7 | 133,6 | 177  | 182,5 | 183,1 | 175,8 | 171,6 |
| Российские уловы, тыс. т | 15,1  | 18,1  | 24,8 | 17,7  | 16,3  | 19,8  | 24,6  | 30,1  | 27    | 28,4  | 30,9  |       |       |       |      |       |       |       |       |